# 호무토프

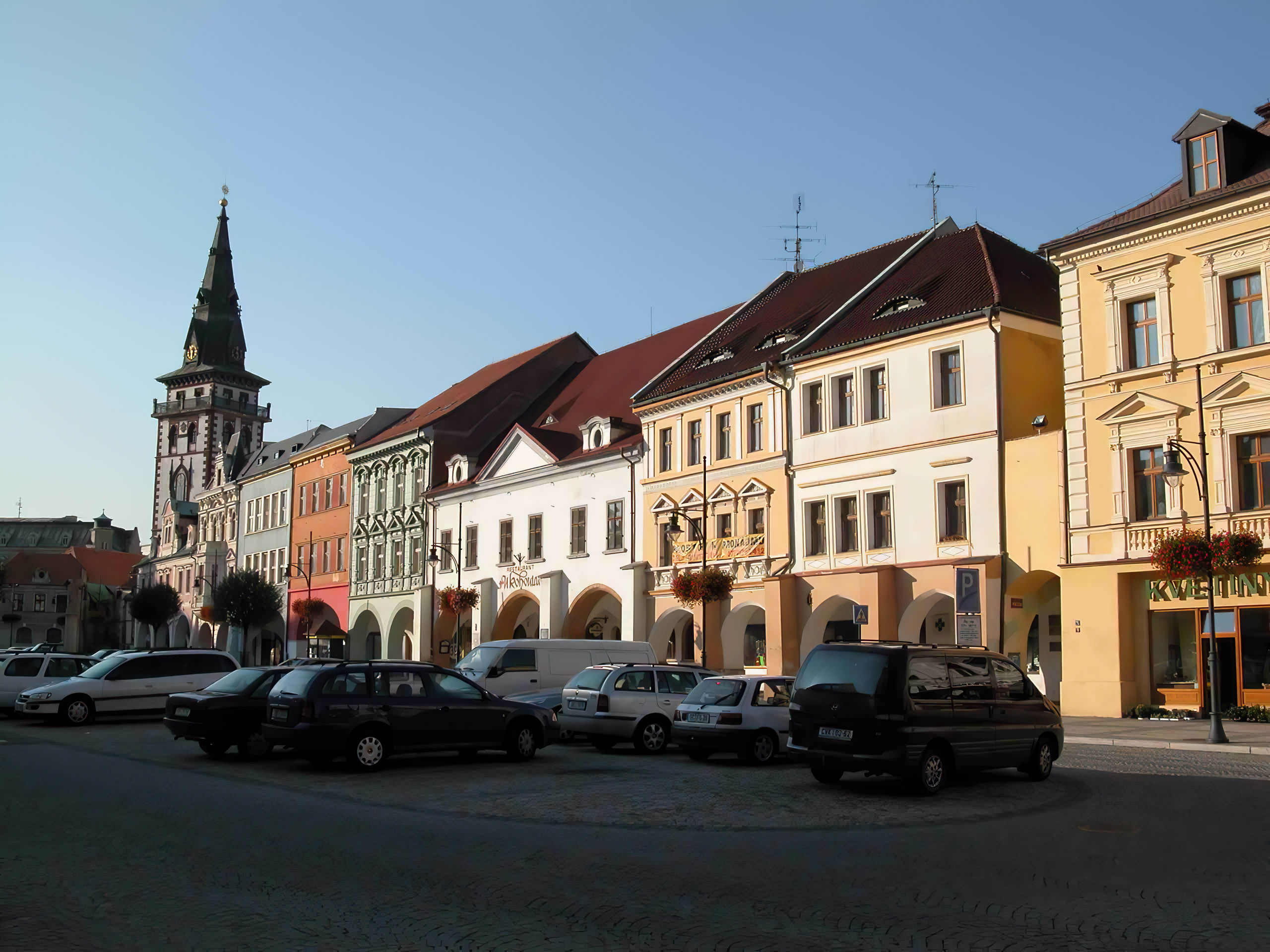
호무토프에 있는 광장

호무토프(체코어: Chomutov, 독일어: Komotau 코모타우[*])는 체코 우스티주에 위치한 도시로 면적은 29.26km2, 높이는 340m, 인구는 50,782명(2008년 기준), 인구 밀도는 1,735.54명/km2이다. 체코에서 20번째, 우스티 주에서 4번째로 큰 도시이다.

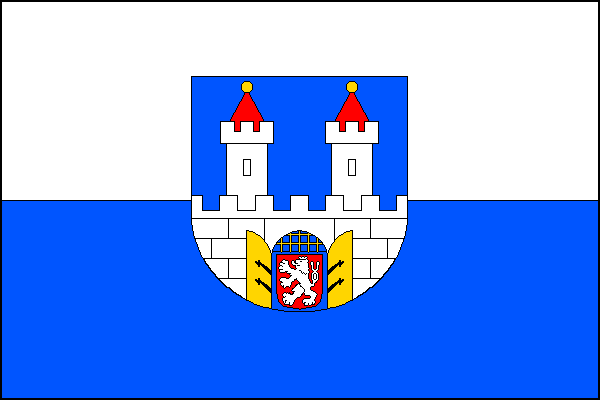
시기
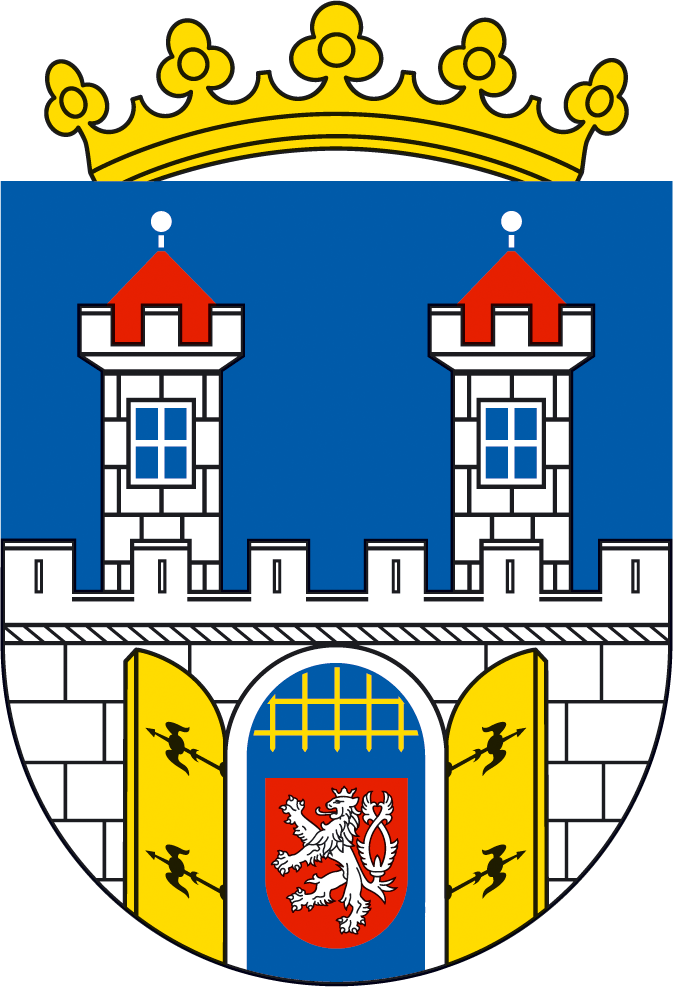
시 문장

## 인구
| 연도 | 인구   | ±%     |
| ---- | ------ | ------ |
| 1869 | 8,183  | —      |
| 1880 | 11,707 | +43.1% |
| 1890 | 15,280 | +30.5% |
| 1900 | 19,813 | +29.7% |
| 1910 | 24,869 | +25.5% |

| 연도 | 인구   | ±%     |
| ---- | ------ | ------ |
| 1921 | 28,010 | +12.6% |
| 1930 | 33,279 | +18.8% |
| 1950 | 28,848 | −13.3% |
| 1961 | 33,070 | +14.6% |
| 1970 | 40,051 | +21.1% |

| 연도 | 인구   | ±%     |
| ---- | ------ | ------ |
| 1980 | 51,769 | +29.3% |
| 1991 | 53,107 | +2.6%  |
| 2001 | 51,007 | −4.0%  |
| 2011 | 48,328 | −5.3%  |
| 2021 | 45,549 | −5.8%  |

## 역사
1252년 튜턴 기사단 본부가 설치되면서 처음 등장했으며 1396년에는 도시 지위를 부여받았다. 1416년에는 보헤미아의 바츨라프 4세 국왕이 소유한 영지가 되었지만 1421년 3월 16일에 일어난 타보르파의 공격으로 인해 파괴되기도 했다.
1588년부터는 예수회의 지배를 받았지만 개신교가 다수를 차지하고 있던 주민들과의 갈등을 빚게 된다. 1594년에는 도시의 봉건 제도가 붕괴되었고 1605년에는 보헤미아의 왕실로부터 자유 도시 칭호를 받게 된다. 30년 전쟁 이후에 한동안 침체 상태에 있었지만 19세기 중반에 광업, 중공업이 발전하면서 부흥의 시기를 맞게 된다.